# Colonia de Guadalupe, Guerrero
Colonia de Guadalupe är en ort i Mexiko.   Den ligger i kommunen Metlatónoc och delstaten Guerrero, i den sydöstra delen av landet, 250 km söder om huvudstaden Mexico City. Colonia de Guadalupe ligger 2 322 meter över havet och antalet invånare är 238.
Terrängen runt Colonia de Guadalupe är kuperad åt nordväst, men åt sydost är den bergig. Runt Colonia de Guadalupe är det ganska glesbefolkat, med 43 invånare per kvadratkilometer. Närmaste större samhälle är Malinaltepec, 18,2 km väster om Colonia de Guadalupe. I omgivningarna runt Colonia de Guadalupe växer huvudsakligen savannskog.